# Carlos Naconecy
Carlos Naconecy é um filósofo brasileiro especializado nos estudos em ética animal e ética da vida (ética ambiental), conhecido pela crítica que ele faz ao conceito de senciência como um demarcador moral que tende a beneficiar apenas os vertebrados, bem como pelas propostas de superação desse impasse.

## Biografia
Naconecy começou seus estudos universitários no curso de Engenharia Civil na Universidade Federal do Rio Grande do Sul (UFRGS), tendo concluído em 1985. Após anos atuando na área de engenharia, ele passou a cursar uma graduação em Filosofia na mesma UFRGS, tendo se especializado nas investigações morais envolvendo a ética animal, conforme as pesquisas realizadas no seu mestrado e o seu doutorado em Filosofia pela Pontifícia Universidade Católica do Rio Grande do Sul (PUC-RS), tendo passado um período na Universidade de Cambridge (Inglaterra), como Visiting Scholar,, oportunidade em que pode se aprofundar nos estudos do critério da senciência animal com o zoólogo Donald Broom.
Ele é membro do Oxford Centre for Animal Ethics (Centro de Oxford pela Ética Animal) e do corpo editorial do Journal of Animal Ethics (Revista de Ética Animal). Foi coordenador do Departamento de Ética Animal da Sociedade Vegetariana Brasileira e, atualmente, é Conselheiro da União Vegetariana Internacional.

## Ética Animal
Em sua obra Ética & Animais, ele classifica as correntes éticas aplicadas na defesa dos animais em:
- Utilitarismo (Peter Singer);
- Teoria dos Direitos (Tom Regan);
- Dorismo (Richard Ryder);
- Ética do Cuidado (Marti Kheel);
- Outras correntes (Paulo Taylor, Emmanuel Lévinas)

Esta sistematização realizada por Carlos Naconecy é reconhecida como relevante pelo juiz paulista Rafael Maltez, quando afirma que:

 O autor que é mestre e doutor em Filosofia (PUCRS) nos apresenta uma obra fantástica e abrangente, fornecendo instrumentos para bem argumentar na defesa dos animais. Na primeira parte nos fornece ensinamentos básicos de filosofia para nos instrumentalizar na argumentação. Na segunda, apresenta os argumentos formulados por um interlocutor imaginário que se posiciona contra a defesa dos animais em perspectiva antropocentrista e a respectiva contra argumentação. Na terceira parte expõe as principais doutrinas sobre o assunto, destacando o utilitarismo de Peter Singer, a Teoria dos Direitos de Tom Regan, o Dorismo de Richard Ryder e a Ética do Cuidado. No apêndice, descreve a hecatombe que é a criação intensiva de animais para o consumo humano, o qual todo carnívoro deveria ler.
De acordo com o jornalista e escritor paulista Maurício Kanno, o pensamento de Naconecy contribuiu para uma sistematização da argumentação em favor dos direitos animais: 
 Já o filósofo brasileiro Carlos Naconecy em seu livro Ética & animais - um guia de argumentação filosófica (2006) tem o mérito de refutar didática, racional e eticamente um total de 16 argumentações tradicional e frequentemente utilizadas em defesa ou legitimação da utilização e exploração dos animais.
A releitura inovadora das teorias contemporâneas da ética animal por Naconecy, pelo menos na realidade brasileira, é constatada por diversos pensadores dos estudos animalistas, principalmente sua contribuição por meio da introdução no Brasil do conceito de abolicionismo pragmático, inspirada no pensamento do filósofo canadense David Sztybel, para definir uma das correntes do  abolicionismo animal. Nesse sentido, os juristas baianos Heron Gordilho, Paulo Pimenta e Raíssa Silva afirmam que:

 Carlos Naconecy, na mesma esteira de Verdaguer, cuida de refutar a postura anti bem-estarista de Francione, posicionando-se no sentido que reformas bem-estaristas são mais benéficas aos animais que reforma alguma. Ainda, critica o argumento lançado pelo autor estadunidense no sentido que a edição de uma norma bem-estarista acaba por, na prática, enfraquecer o processo abolicionista. No sentir de Naconecy, que prefere a adoção da expressão abolicionismo pragmático em lugar de neo-bem-estarismo, a cisão sustentada por Francione somente corrobora com o enfraquecimento do movimento animalista, ao promover uma falta de comunicação entre os ativistas (...).
Sobre as classificações feitas por Naconecy que buscam explicar as diferenças existentes no movimento de libertação animal, afirma o linguista gaúcho Lucas Kirschke da Rocha: 
 O teórico brasileiro divide o movimento animal em três grupos distintos: Bemestarismo (não abolicionista), Abolicionismo Fundamentalista (não admite melhorias nas condições dos animais explorados no presente) e Abolicionismo Pragmático (admite a defesa de leis bem-estaristas no presente para possibilitar o abolicionismo no futuro). O conceito de Abolicionismo Pragmático é de Sztybel, em seu artigo “Animal Rights Law: Fundamentalism versus Pragmatism”, e Naconecy cita sua ideia nuclear através do pensamento de que “Devemos produzir o que é melhor para os seres sencientes em todos os momentos” (apud NACONECY, 2009, p. 255.).
Por outro lado, alguns teóricos dos estudos animalistas, como o biólogo paulista Sérgio Greif, rejeitam as críticas de Carlos Naconecy à Gary Francione, inclusive afirmando que elas "não têm relação com os direitos animais, tampouco ele pode tomar para si, com esse pensamento, qualquer reivindicação de pertencer a um pretenso movimento abolicionista".

## Senciência animal
Carlos Naconecy faz uma crítica à maneira como a ética animal costuma compreender o conceito de senciência, em que ele afirma que este conceito tem servido como um demarcador moral que tende a beneficiar apenas os vertebrados. Assim, ele propõe formas de superação desse impasse ao fazer um apelo ao princípio do interesse, oriundo da Ética da Vida.
Em razão de dessas limitações apontadas quanto ao critério da senciência, alguns autores dos estudos animalistas vêem no ensaio filosófico de Naconecy "Ética animal... ou uma ética para vertebrados? Um animalista também pratica especismo?" um fundamento teórico para a defesa das espécies animais que, a princípio, estariam fora da senciência, ou cuja capacidade de senciência não seja consensual entre os biólogos.
Para algumas pesquisadoras que estudam ética animal, como as biólogas paranaenses Marta Fischer e Juliana Zacarkin, a crítica que Naconecy faz à maneira como diversos teóricos dos direitos animais encaram o conceito (ou critério) da senciência leva a conclusão de que, muitos desses teóricos aparentemente mais radicais, tais como Gary Francione, que é "contrário a qualquer utilização de animais como recursos para contemplar uma necessidade humana", por não apresentar uma posição clara com relação aos animais invertebrados, estariam sendo também especistas, ao promover uma Ética para vertebrados.

## Obras

### Principais livros
- Ética & Animais: um guia de argumentação filosófica (2.ed. 2014). (1ª edição: 2006)
- Animals in Brazil (2019).

### Principais artigos e ensaios filosóficos
- Ética Animal ... ou uma Ética para Vertebrados?: um animalista também pratica especismo? in: Revista Brasileira de Direito Animal (2007).
- Bem-estar Animal ou Libertação Animal?: uma análise crítica da argumentação antibem-estarista de Gary Francione. in: Revista Brasileira de Direito Animal (2010).
- As (Des)Analogias entre Racismo e Especismo. in: Revista Brasileira de Direito Animal (2010).
- South American Perspectives on Animals. in: Andrew Linzey (Org.). The Global Guide to Animal Protection (2013).
- Os Marcadores Morais do Debate Sobre a Experimentação Animal. in: Revista Brasileira de Direito Animal (2014).
- A Discriminação Moral contra Animais: o Conceito de Especismo. in: Revista Diversitas - USP (2016).